# Masiera
Masiera di Bagnacavallo is een plaats (frazione) in de Italiaanse gemeente Bagnacavallo.